# Mary Mapes
Mary Alice Mapes (Washington, 9 maggio 1956) è una giornalista statunitense.

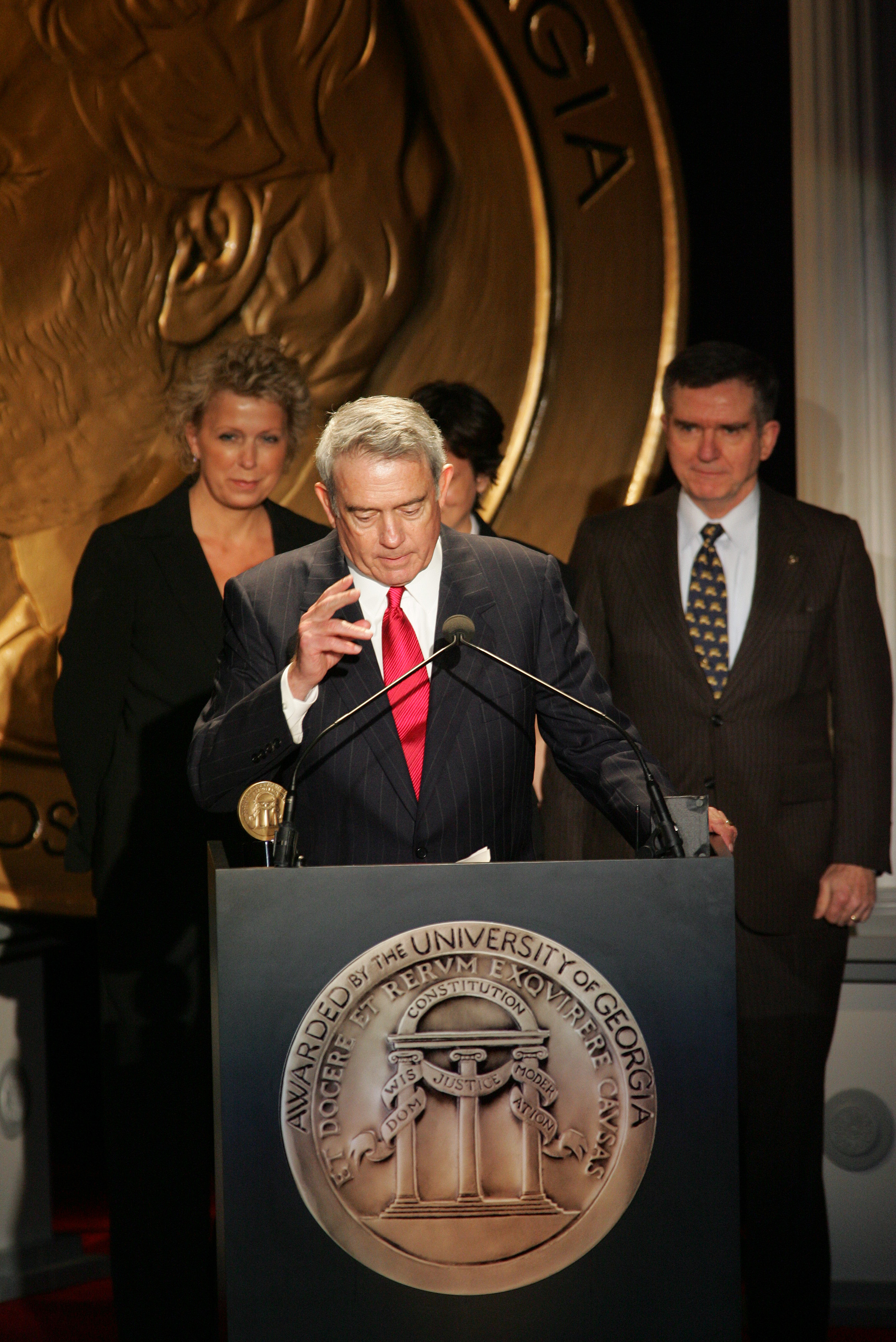
Mary Mapes, Dan Rather, e Roger G. Charles, nel maggio 2005 ricevono il Peabody Award

È stata tra i principali produttori di CBS News, in particolare CBS Evening News e del programma televisivo in prima serata 60 Minutes Wednesday. È famosa per aver diffuso con un reportage la storia delle torture e degli abusi sui prigionieri di Abu Ghraib (per questo lavoro ha vinto un Peabody Award) e per la storia della figlia non riconosciuta del senatore Strom Thurmond, Essie Mae Washington. Nel 2005 è stata licenziata dalla CBS per il suo ruolo nel controverso scandalo dei "Killian documents" riguardanti il servizio di George W. Bush nella Guardia Nazionale. Da allora non ha più lavorato nel giornalismo.

## Biografia
La Mapes è cresciuta con quattro sorelle a Burlington, Washington. I suoi genitori erano repubblicani. Suo padre, dal quale è stata allontanata, era un alcolizzato violento. Mapes si è diplomata al liceo Burlington-Edison nel 1974 e ha studiato comunicazione e scienze politiche all'Università di Washington. Nel 1980 ha lavorato presso la KIRO-TV a Seattle. Lì incontrò il marito Mark Wrolstad quando lei era già un produttore e lui era un giornalista. Si sono sposati nel 1987.

### Il lavoro alla CBS
Mapes andò a lavorare per CBS News a Dallas, in Texas nel 1989, e per 60 Minutes Wednesday dal 1999, lavorando come produttore insieme all'anchorman Dan Rather. Ha lavorato per CBS News per 15 anni. Per 60 Minutes Wednesday, Mapes ha prodotto la storia della figlia non riconosciuta del senatore Strom Thurmond, Essie Mae Washington.
Per 60 Minutes ha prodotto nel maggio 2004 l'inchiesta Abuse at Abu Ghraib che ha annunciato per prima il "Rapporto Taguba", l'indagine militare degli Stati Uniti sulle torture nella prigione di Abu Ghraib.

#### La controversia per i "Killian documents"
Nel settembre 2004 Mary Mapes ha prodotto un servizio sul presidente George W. Bush per 60 Minutes Wednesday: sostiene che nel 1968 egli, figlio di un ambasciatore, deputato del Congresso e futuro presidente, aveva ricevuto un trattamento di favore, essendo stato arruolato prima di altre centinaia di candidati nella forza aerea della Guardia Nazionale Texana. Il fine implicito era quello di evitare di essere inviato a combattere in Vietnam. L'allora vice-governatore del Texas Ben Barnes aveva infatti dichiarato di aver fatto telefonate per far entrare Bush nella Guardia, come disse di aver fatto anche per i figli di diversi altri influenti texani.
Mapes sostenne che Bush non portò nemmeno a termine il servizio presso la Guardia Nazionale. Le tesi di Mapes erano sostenute da documenti presumibilmente provenienti dagli archivi dell'ufficiale di comando di Bush, il colonnello Jerry Killian, defunto nel 1984. Tali documenti erano stati consegnati alla CBS da Bill Burkett, un tenente colonnello in pensione della Guardia Nazionale Texana. Presentando il servizio, Dan Rather affermò che i documenti erano stati autenticati da esperti, ma, in ultima analisi, la CBS non ha potuto né confermare né smentire definitivamente la loro autenticità. Inoltre la CBS non disponeva dei documenti originali, ma solo di copie inviate via fax; Burkett infatti affermò di aver bruciato gli originali.
Dopo che il servizio è stato trasmesso, è stato subito oggetto di dure critiche, soprattutto quando un documento chiave è stato sospettato di essere falso. Come risultato della controversia sull'uso di tali documenti, la CBS ha ordinato un'indagine interna indipendente. La commissione responsabile delle indagini era composta da Dick Thornburgh, ex governatore della Pennsylvania e procuratore generale degli Stati Uniti e Louis Boccardi, presidente in pensione e amministratore delegato della Associated Press. Nel rapporto Thornburgh-Boccardi si legge che alcuni degli ex istruttori e colleghi di Bush avevano riferito alla Mapes che Bush aveva detto loro che voleva andare in Vietnam, ma che non poteva andare perché c'erano altri davanti a lui con più anzianità. La Mapes è stata criticata per non aver mandato in onda questa parte nel servizio per bilanciare l'accusa secondo cui Bush si era arruolato nella Guardia per evitare di servire in Vietnam. La Mapes è stata anche incolpata per aver contattato Joe Lockhart, un alto funzionario della campagna di John Kerry, prima della messa in onda del pezzo, offrendo di mettere la sua fonte, Bill Burkett, in contatto con lui. In risposta, la Mapes ha dichiarato che Burkett le aveva chiesto di dare il suo numero di telefono a qualcuno nello staff di Kerry per discutere la campagna Swift Boat. Successivamente dichiarò che, se avesse potuto tornare indietro, non l'avrebbe fatto. Lockhart e Burkett hanno anche affermato che la conversazione non aveva nulla a che fare con il servizio trasmesso dalla CBS o con i Killian documents.
Dopo l'indagine la Mapes e altre persone coinvolte sono stati accusati di non imparzialità e sono stati licenziati dalla CBS. Anche se la commissione non ha stabilito che i documenti fossero falsi, dichiarò che "restavano dubbi sostanziali" per quanto riguarda la loro autenticità. Secondo la commissione, una "aspirazione miope" ad essere il primo notiziario a trasmettere una storia senza precedenti sul servizio prestato dal presidente presso la Guardia Nazionale, fu un "fattore chiave per spiegare perché CBS News aveva prodotto una storia che non era accurata e non rispettava le norme interne dell'organizzazione". La commissione ha dichiarato che almeno quattro fattori hanno contribuito alla decisione di trasmettere il servizio: "La combinazione di un nuovo team di gestione di 60 Minutes Wednesday, la grande fiducia data ad un produttore di tutto rispetto e all'anchorman del notiziario, le pressioni competitive, e la convinzione zelante nella verità del servizio". La commissione ha inoltre affermato che "non può concludere che sia stata l'agenda politica di 60 Minutes Wednesday ad aver spinto sui tempi di messa in onda e sul contenuto del servizio." La Mapes è stata licenziata dalla CBS nel gennaio 2005. Furono anche chieste le dimissioni del Senior Vice President Betsy West, che supervisionava i programmi di prima serata della CBS News, del produttore esecutivo Josh Howard e del suo vice Mary Murphy.
La Mapes ha dichiarato che non pensava che le sue azioni fossero impeccabili, ma che credeva in quella ricostruzione dei fatti. Disse che l'autenticità dei documenti era stata confermata da una fonte chiave di cui non poteva dire il nome e che i giornalisti devono spesso fare affidamento su documenti fotocopiati come base per la verifica di una storia. Inoltre, Burkett ha ammesso di aver mentito a Mapes e al team di 60 Minutes per quanto riguarda la fonte dei documenti. Mapes ha anche ammesso che lei avrebbe preferito lavorare di più sulla storia, ma che i suoi superiori, tra cui il presidente della CBS News Andrew Heyward, avevano spinto affinché la storia andasse in onda l'8 settembre.
Nel suo libro Truth and Duty: The Press, the President, and the Privilege of Power, la Mapes ha affermato che Karl Rove, consigliere politico del presidente George W. Bush, è stato "la mente dell'attacco repubblicano contro il servizio". Alcuni critici democratici di Bush, come Terry McAuliffe e Maurice Hinchey, hanno ipotizzato che i documenti fossero stati prodotti dalla propaganda di Bush con lo scopo di screditare nei media la storia del mancato servizio militare di Bush e spostare l'attenzione da temi come la guerra in Iraq, individuando come responsabili di tale manovra Rove, Ralph E. Reed, Jr., e Roger Stone. Rove e Stone hanno negato il loro coinvolgimento.

### Dopo la CBS
Dopo il licenziamento dalla CBS, per la storia che l'anno precedente aveva annunciato l'indagine militare degli Stati Uniti sul carcere di Abu Ghraib ha vinto un Peabody Award nel maggio 2005, che ha ricevuto insieme a Dan Rather e Roger G. Charles
Nel 2005 ha pubblicato sulla vicenda dei Killian documents il libro Truth and Duty: The Press, the President, and the Privilege of Power.
La Mapes ha lasciato il giornalismo televisivo e lavora come scrittrice e consulente. Ha scritto per la rivista The Nation nel 2007 e 2008.
Nel 2016 ha scritto sul mensile D magazine.

## L'adattamento cinematografico
Nel 2015 il suo libro è stato adattato nel film Truth - Il prezzo della verità, con Cate Blanchett nel ruolo della Mapes e Robert Redford nel ruolo di Dan Rather.